# Gastrozona selangorensis
Gastrozona selangorensis är en tvåvingeart som beskrevs av Chua 2003. Gastrozona selangorensis ingår i släktet Gastrozona och familjen borrflugor. Inga underarter finns listade i Catalogue of Life.